# Dream a Dream (Charlotte Church)
Dream a Dream è il terzo album in studio della cantante britannica Charlotte Church, pubblicato il 17 ottobre 2000 dalla Sony.

## Tracce
Edizione UK
1. Dream a Dream (con Billy Gilman) – 3:54
2. O Come All Ye Faithful – 3:21
3. Little Drummer Boy – 2:57
4. First Noel – 0:29
5. Mary's Boy Child – 3:31
6. Ding Dong Merrily on High – 2:18
7. Winter Wonderland – 3:03
8. Christmas Song – 3:29
9. Hark The Herald Angels Sing – 3:17
10. The Coventry Carol (Lully Lullay) – 2:32
11. Joy to the World – 2:12
12. When a Child Is Born – 2:29
13. What Child Is This? – 2:46
14. God Rest Ye Merry, Gentlemen – 2:00
15. Draw Tua Bethlehem – 3:37
16. Ave Maria – 2:50
17. Gabriel's Message – 2:43
18. O Holy Night – 4:22
19. Lo How A Rose E'er Blooming – 2:32
20. Silent Night – 3:47

## Classifiche

### Classifiche settimanali
| Classifica (2000) | Posizione massima |
| ----------------- | ----------------- |
| Canada            | 15                |
| Irlanda           | 33                |
| Paesi Bassi       | 24                |
| Regno Unito       | 30                |
| Stati Uniti       | 7                 |

### Classifiche di fine anno
| Classifica (2000) | Posizione |
| ----------------- | --------- |
| Regno Unito       | 90        |
| Classifica (2001) | Posizione |
| Stati Uniti       | 92        |